# 禤國全
禤國全（英語：Steve Huen Kwok Chuen，1956年7月28日—），香港商人，上市公司東瀛遊執行董事兼其中一名創辦人。同時兼任公司的品牌代言人。他有「瀛遊達人」之稱，現時是三水同鄉會禤景榮學校的校監與仁愛堂總理（自2005年起）。禤國全除了活躍於旅遊界，還時常參與中港兩地的社區發展。

## 背景

### 早年生活與旅遊事業
禤國全於香港出生，早年於中環威靈頓街的板間房成長。他家有十兄弟姊妹，自己排行第八，對下有兩名胞弟。父親經營象牙麻雀售賣推廣兼出口生意，前舖後居。禤國全曾就讀聖士提反堂中學，於1976年中學畢業，其讀書成績因要忙於處理家庭生意而顯得較差。小時候，即13歲時已常與胞弟在九龍佐敦道工場製作麻雀，然後乘渡海小輪把貨品推到維多利亞公園工展會或位於威靈頓街的家庭店舖擺賣。他先花了一段時間為父母打理三所店舖，再到香港日語夜校學習了數個月日語。然後前往日本駐香港領使館索取赴日就學的資料。經香港日語夜校校長擔保，便在1977年3月16日前往日本東京三鷹市亞非語學院（アジア・アフリカ語学院）修讀一年全日制日語課程，在朋友在日本品川區武藏小山租借的小屋定居。當時為籌措生活費，他在日本外務省位於四谷三丁目的酒店當洗碗工人。
禤國全於1978年3月返回香港，花了一段時間打理家庭生意後，於是自己試帶旅行團到札幌旅遊。及後於1979年年初加入縱橫遊旅行社任職日本團導遊且認識了東瀛遊的其中一位創辦人袁文英。在創辦旅行社前，禤國全於1982年在中國湛江市發展水產貿易，之後在1984年回流香港開設裝修設計公司。再在1987年和1988年建立以日本客人為本的香港租車公司和在蘇州市開設工廠經營聖誕樹生意。另外，他曾與友人合伙在大昌大廈經營飲食會所生意，並在1989年到蘇聯哈巴羅夫斯克邊疆區（今俄羅斯）開設瓷磚貿易公司。經營自己生意期間，在1986年，他與袁文英及梁成釗創立耀騰旅行社，主要招待遊日本的香港客人。而禤國全自1987年開始為耀騰旅行社出任執行董事及發言人。旅行社以尖沙咀麼地道的寫字樓為辦公室，同時經營中國內地車內供（日本）貨與地接旅遊生意。其後在1995年把公司更名為「東瀛遊」（原為一個公司品牌名，2003年才正式採用），主力舉辦日本旅行團。他們三人在2014年11月把東瀛遊申請成為上市公司。而公司發展至今，東瀛遊共有四大股東，包括袁文英、禤國全、李寶芬及梁成釗。另外，禤國全亦是東瀛遊管理、東瀛遊控股日本以及東瀛遊亞洲的董事。自1995年起曾一度沒有再擔任導遊，轉而全力開發日本新旅遊團行程。雖然身為旅行社執行董事兼代言人，他仍然不時以導遊身份帶旅行團到日本或其他亞洲國家。自2009年起帶美食團，平均一年帶7團。此外，禤國全曾獲委任為韓國觀光公社香港辦事處促進韓國旅遊顧問委員會榮譽顧問（2005年）及韓國觀光公社K-Tourism Council執行成員（2007年）。

### 其他發展
禤國全除了涉足旅遊業之外，亦不時參與社會和與他家鄉佛山相關的事務。在2003年至2008年，他獲邀擔任佛山市三水區政協委員會的委員，又曾是佛山市三水區第一屆公共決策諮詢委員會成員。而從2005年開始，他擔任中國人民政治協商會議佛山市政協委員。禤國全在佛山發展方面不只限於政治範疇，亦可見於社區層面。他在2012年被選為佛山市三水區海外聯誼會執行會長至今，2016年當選香港佛山工商聯會常務副會長。現時他既是香港佛山社團總會第二屆會董會副主席、香港孔教學院常務副院長，又是香港廣東社團總會副會長和旅港三水同鄉會理事長。為了鼓勵佛山學校辦學，禤國全於2013年成立了「三水華僑中學2014年光彩事業禤國全、黄甘培獎（助）學金」。
他從事旅遊業逾30年，於行內具有一定名氣。香港政府亦邀請他就有關方面給予意見。例如他獲邀成為教育局課程發展新學制僱主工作小組的成員。於2018年至2019年為止獲香港特別行政區政府委任為旅遊業行業培訓諮詢委員會委員。由於禤國全是旅港三水同鄉會的一分子，因此認識了屬同一組織的三水湯氏一族，即香港孔教學院院長湯恩佳等人士。在2016年，禤國全代表香港孔教學院參與2016年香港選舉委員會界別分組選舉，並成為宗教界界別分組委員。而在香港教育方面，禤國全自2003年起（2008年再續任）擔任以其已去世的父親來命名的三水同鄉會禤景榮學校校監。

### 相關資料
禤國全於2008年成為亞洲知識管理協會院士。他曾在2015年為都市日報撰寫專欄「瀛遊天下」。後來在2018年起分別為《晴報》和《am730》撰寫專欄「周遊列國」和「漫遊全世界」。目前，禤國全已婚，且育有一女。他的胞弟禤浩全和禤偉全皆為導遊。在2018年7月14日，禤國全駕駛一輛掛有中港車牌的私家車在青葵公路往機場方向行駛時，當駛至荔景一帶後，因座駕的後輪爆胎而在快線停靠一旁。期間，兩輛的士收掣不及撞到禤國全的座駕。

## 電視節目嘉賓
- 2016年：《智富之道》（無綫電視）[49]

## 外部連結
- Kwok Chuen Huen Executive Director,EGL Holdings Company Limited, Bloomberg, 2018[永久]
- Webb-site Who's Who Huen, Kwok Chuen 禤國全（页面存档备份，存于）